# Liste des divisions administratives du Québec par région
Voici une liste des divisions administratives du Québec : régions administratives, municipalités régionales de comté (MRC), administration régionale, municipalités hors MRC et territoires autochtones. Pour la liste des municipalités faisant partie d'une MRC, voir l'article de cette MRC.

## Abitibi-Témiscamingue(08)
Région administrative composée de 4 MRC et 79 municipalités.
- Abitibi : MRC composée de 19 municipalités : 1 ville, 12 municipalités, 3 cantons, 1 paroisse et 2 territoires non organisés. Son chef-lieu est Amos.
- Abitibi-Ouest : MRC composée de 23 municipalités : 3 villes, 15 municipalités, 1 canton, 2 paroisses et 2 territoires non organisés. Son chef-lieu est La Sarre.
- La Vallée-de-l'Or : MRC composée de 11 municipalités : 3 villes, 2 municipalités, 1 paroisse et 5 territoires non organisés. Son chef-lieu est Val-d'Or.
- Témiscamingue : MRC composée de 21 municipalités : 3 villes, 12 municipalités, 1 village, 1 municipalité de cantons unis, 2 cantons, 1 paroisse et 1 territoire non organisé. Son chef-lieu est Ville-Marie.

### Municipalité hors MRC
- Ville de Rouyn-Noranda[1]

### Territoires autochtones
- Réserve indienne de Kebaowek
- Réserve indienne de Lac-Simon
- Réserve indienne de Pikogan
- Réserve indienne de Timiskaming

## Bas-Saint-Laurent(01)
Région administrative composée de 8 MRC et 133 municipalités.
- Kamouraska : MRC composée de 19 municipalités : 2 villes, 8 municipalités, 7 paroisses et 2 territoires non organisés. Son chef-lieu est Saint-Pascal.
- La Matapédia : MRC composée de 25 municipalités : 2 villes, 7 municipalités, 1 village, 8 paroisses et 7 territoires non organisés. Son chef-lieu est Amqui.
- La Mitis : MRC composée de 18 municipalités : 2 villes, 6 municipalités, 1 village, 7 paroisses et 2 territoires non organisés. Son chef-lieu est Mont-Joli.
- Les Basques : MRC composée de 12 municipalités : 1 ville, 5 municipalités, 5 paroisses et 1 territoire non organisé. Son chef-lieu est Trois-Pistoles.
- Matane : MRC composée de 12 municipalités : 1 ville, 7 municipalités, 3 paroisses et 1 territoire non organisé. Son chef-lieu est Matane.
- Rimouski-Neigette : MRC composée de 11 municipalités : 1 ville, 2 municipalités, 7 paroisses et 1 territoire non organisé. Son chef-lieu est Rimouski.
- Rivière-du-Loup : MRC composée de 14 municipalités : 1 ville, 5 municipalités, 1 village et 7 paroisses. Son chef-lieu est Rivière-du-Loup.
- Témiscouata : MRC composée de 20 municipalités : 4 villes, 11 municipalités et 5 paroisses. Son chef-lieu est Notre-Dame-du-Lac.

### Territoires autochtones
- Réserve indienne de Cacouna
- Réserve indienne de Whitworth

## Capitale-Nationale(03)
La région administrative est composée de 6 MRC et 67 municipalités.
- Charlevoix : MRC composée de 7 municipalités : 1 ville, 2 municipalités, 3 paroisses et 1 territoire non organisé. Son chef-lieu est Baie-Saint-Paul.
- Charlevoix-Est : MRC composée de 9 municipalités : 2 villes, 4 municipalités, 1 paroisse et 2 territoires non organisés. Son chef-lieu est Clermont (Charlevoix-Est).
- La Côte-de-Beaupré : MRC composée de 11 municipalités : 3 villes, 3 municipalités, 3 paroisses et 2 territoires non organisés. Son chef-lieu est Château-Richer.
- La Jacques-Cartier : MRC composée de 10 municipalités : 4 villes, 4 municipalités, 1 municipalité de cantons unis et 1 territoire non organisé. Son chef-lieu est Shannon.
- L'Île-d'Orléans : MRC composée de 6 municipalités : 4 municipalités, 1 village et 1 paroisse. Son chef-lieu est Sainte-Famille.
- Portneuf : MRC composée de 21 municipalités : 9 villes, 7 municipalités, 2 paroisses et 3 territoires non organisés. Son chef-lieu est Cap-Santé.

### Municipalités hors MRC
- L'agglomération de Québec composée des villes de Québec, l'Ancienne-Lorette et Saint-Augustin-de-Desmaures
- Paroisse de Notre-Dame-des-Anges

### Territoires autochtones
- Réserve indienne de  Wendake, qui est enclavée dans la ville de Québec

## Centre-du-Québec(17)
Région administrative composée de 5 MRC et 83 municipalités ou équivalents.
- MRC d'Arthabaska
- MRC de Bécancour (enclave la réserve indienne de Wôlinak)
- MRC de Drummond
- MRC de L'Érable
- MRC de Nicolet-Yamaska (enclave la réserve indienne d'Odanak)

## Chaudière-Appalaches(12)
Région administrative composée de 9 MRC et 136 municipalités.
- Beauce-Centre : MRC composée de 10 municipalités : 2 villes, 3 municipalités, 1 village et 4 paroisses. Son chef-lieu est Beauceville.
- Beauce-Sartigan : MRC composée de 16 municipalités : 1 ville, 9 municipalités, 2 villages et 4 paroisses. Son chef-lieu est Saint-Georges.
- Bellechasse : MRC composée de 20 municipalités : 12 municipalités et 8 paroisses. Son chef-lieu est Saint-Lazare-de-Bellechasse.
- Les Appalaches : MRC composée de 19 municipalités : 2 villes, 12 municipalités et 5 paroisses. Son chef-lieu est Thetford-Mines.
- La Nouvelle-Beauce : MRC composée de 11 municipalités : 1 ville, 6 municipalités et 4 paroisses. Son chef-lieu est Sainte-Marie.
- Les Etchemins : MRC composée de 13 municipalités : 10 municipalités et 3 paroisses. Son chef-lieu est Lac-Etchemin.
- L'Islet : MRC composée de 14 municipalités : 1 ville, 10 municipalités et 3 paroisses. Son chef-lieu est Saint-Jean-Port-Joli.
- Lotbinière : MRC composée de 18 municipalités : 13 municipalités, 1 village et 5 paroisses. Son chef-lieu est Sainte-Croix.
- Montmagny : MRC composée de 14 municipalités : 1 ville, 9 municipalités et 4 paroisses. Son chef-lieu est Montmagny.

### Municipalité hors MRC
- Lévis

## Côte-Nord(09)
Région administrative composée de 5 MRC et 52 municipalités.
- Caniapiscau : MRC composée de 6 municipalités : 2 villes et 4 territoires non organisés. Son chef-lieu est Fermont.
- La Haute-Côte-Nord : MRC composée de 9 municipalités : 1 ville, 6 municipalités, 1 village et 1 territoire non organisé. Son chef-lieu est Les Escoumins.
- Manicouagan : MRC composée de 9 municipalités : 1 ville, 1 municipalité, 5 villages, 1 canton et 1 territoire non organisé. Son chef-lieu est Baie-Comeau.
- Minganie : MRC composée de 10 municipalités : 7 municipalités, 2 cantons et 1 territoire non organisé. Son chef-lieu est Havre-Saint-Pierre.
- Sept-Rivières : MRC composée de 4 municipalités : 2 villes et 2 territoires non organisés. Son chef-lieu est Sept-Îles.

### Municipalités hors MRC
- Municipalité de Blanc-Sablon
- Municipalité de Bonne-Espérance
- Municipalité de Côte-Nord-du-Golfe-du-Saint-Laurent
- Municipalité de Gros-Mécatina
- Municipalité de Saint-Augustin

### Territoires autochtones
- Réserve indienne de Pessamit
- Réserve indienne d'Essipit
- Terre réservée naskapi de Kawawachikamach
- Réserve indienne de La Romaine (réserve indienne)
- Réserve indienne de Maliotenam
- Réserve indienne de Matimekosh
- Réserve indienne de Mingan
- Réserve indienne de Natashquan
- Réserve indienne de Uashat

## Estrie(05)
Région administrative composée de 6 MRC et 88 municipalités.
- Les Sources : MRC composée de 7 municipalités : 2 villes, 3 municipalités, 1 canton et 1 paroisse. Son chef-lieu est Asbestos.
- Coaticook : MRC composée de 12 municipalités : 2 villes, 9 municipalités et 1 canton. Son chef-lieu est Coaticook.
- Le Granit : MRC composée de 20 municipalités : 1 ville, 14 municipalités, 2 cantons et 3 paroisses. Son chef-lieu est Lac-Mégantic.
- Le Haut-Saint-François : MRC composée de 14 municipalités : 3 villes, 8 municipalités et 3 cantons. Son chef-lieu est Cookshire-Eaton.
- Le Val-Saint-François : MRC composée de 18 municipalités : 3 villes, 8 municipalités, 2 villages, 3 cantons et 2 paroisses. Son chef-lieu est Richmond.
- Memphrémagog : MRC composée de 17 municipalités : 2 villes, 8 municipalités, 3 villages et 4 cantons. Son chef-lieu est Magog.

### Municipalité hors MRC
- Sherbrooke

## Gaspésie–Îles-de-la-Madeleine(11)
Région administrative composée de 5 MRC et 53 municipalités.
- Avignon : MRC composée de 13 municipalités : 1 ville, 8 municipalités, 1 canton, 1 paroisse et 2 territoires non organisés. Son chef-lieu est Nouvelle.
- Bonaventure : MRC composée de 14 municipalités : 3 villes, 7 municipalités, 2 cantons, 1 paroisse et 1 territoire non organisé. Son chef-lieu est New Carlisle.
- La Côte-de-Gaspé : MRC composée de 7 municipalités : 2 villes, 2 municipalités, 1 canton et 2 territoires non organisés. Son chef-lieu est Rivière-au-Renard.
- La Haute-Gaspésie : MRC composée de 10 municipalités : 2 villes, 4 municipalités, 2 villages et 2 territoires non organisés. Son chef-lieu est Sainte-Anne-des-Monts.
- Le Rocher-Percé : MRC composée de 6 municipalités : 3 villes, 2 municipalités et 1 territoire non organisé. Son chef-lieu est Chandler.

### Municipalités hors MRC
- Municipalité des Îles-de-la-Madeleine, Grosse-Île

### Territoires autochtones
- Réserve indienne de Gesgapegiag
- Réserve indienne de Listuguj

## Lanaudière(14)
Région administrative composée 6 MRC et 72 municipalités.
- D'Autray : MRC composée de 15 municipalités : 3 villes, 5 municipalités et 7 paroisses. Son chef-lieu est Berthierville.
- Joliette : MRC composée de 10 municipalités : 1 ville, 6 municipalités, 1 village et 2 paroisses. Son chef-lieu est Joliette.
- L'Assomption : MRC composée de 6 municipalités : 4 villes et 2 paroisses. Son chef-lieu est L'Assomption.
- Les Moulins : MRC composée de 2 municipalités : 2 villes. Son chef-lieu est Terrebonne.
- Matawinie : MRC composée de 27 municipalités : 13 municipalités, 3 paroisses et 11 territoires non organisés. Son chef-lieu est Rawdon.
- Montcalm : MRC composée de 11 municipalités : 1 ville, 5 municipalités, 1 village et 4 paroisses. Son chef-lieu est Sainte-Julienne.

### Municipalité autochtone hors MRC
- Réserve indienne de Manawan

## Laurentides(15)
Région administrative composée de 8 MRC et 83 municipalités.
- Antoine-Labelle : MRC composée de 26 municipalités : 2 villes, 12 municipalités, 1 village et 11 territoires non organisés. Son chef-lieu est Mont-Laurier.
- Argenteuil : MRC composée de 9 municipalités : 2 villes, 3 municipalités, 1 village et 3 cantons. Son chef-lieu est Lachute.
- Deux-Montagnes : MRC composée de 7 municipalités : 3 villes et 4 municipalités. Son chef-lieu est Deux-Montagnes.
- La Rivière-du-Nord : MRC composée de 5 municipalités : 2 villes, 1 municipalité et 2 paroisses. Son chef-lieu est Saint-Jérôme.
- Les Laurentides : MRC composée de 18 municipalités : 3 villes, 11 municipalités, 1 village, 2 cantons et 1 paroisse. Son chef-lieu est Saint-Faustin-Lac-Carré.
- Les Pays-d'en-Haut : MRC composée de 9 municipalités : 3 villes, 5 municipalités et 1 paroisse. Son chef-lieu est Sainte-Adèle.
- Mirabel : MRC composée de 1 municipalité : 1 ville. Son chef-lieu est Mirabel.
- Thérèse-De Blainville : MRC composée de 7 municipalités : 7 villes. Son chef-lieu est Boisbriand.

### Municipalité autochtone hors MRC
- Réserve indienne de Doncaster

## Laval(13)
Région administrative composée d'une MRC (Laval) comprenant une ville :
- Laval

## Mauricie(04)
Région administrative composée de 3 MRC, de 3 territoires équivalents et de 47 municipalités ou équivalents :
- Ville de La Tuque (900) (enclave aussi 3 réserves indiennes : Coucoucache, Wemotaci et Obedjiwan)
- MRC des Chenaux (372) (10 municipalités)
- MRC de Maskinongé (510) (17 Municipalités)
- MRC de Mékinac (350) (10 municipalités et 4 territoires non-organisés)
- Ville de Shawinigan (360)
- Ville de Trois-Rivières (371)

## Montérégie(16)
Région administrative composée de 14 MRC et 176 municipalités.
- Acton : MRC composée de 8 municipalités : 1 ville, 2 municipalités, 1 village, 1 canton et 3 paroisses. Son chef-lieu est Acton Vale.
- Beauharnois-Salaberry : MRC composée de 7 municipalités : 2 villes, 3 municipalités et 2 paroisses. Son chef-lieu est Beauharnois.
- Brome-Missisquoi : MRC composée de 20 municipalités : 6 villes, 7 municipalités, 3 villages, 1 canton et 3 paroisses. Son chef-lieu est Cowansville.
- La Haute-Yamaska : MRC composée de 10 municipalités : 3 villes, 1 municipalité, 1 village, 3 cantons et 2 paroisses. Son chef-lieu est Granby.
- La Vallée-du-Richelieu : MRC composée de 13 municipalités : 6 villes et 7 municipalités. Son chef-lieu est Belœil.
- Le Bas-Richelieu : MRC composée de 12 municipalités : 3 villes, 2 municipalités, 1 village et 6 paroisses. Son chef-lieu est Sorel-Tracy.
- Le Haut-Richelieu : MRC composée de 14 municipalités : 1 ville, 9 municipalités et 4 paroisses. Son chef-lieu est Saint-Jean-sur-Richelieu.
- Le Haut-Saint-Laurent : MRC composée de 13 municipalités : 1 ville, 3 municipalités, 1 village, 5 cantons et 3 paroisses. Son chef-lieu est Huntingdon.
- Les Jardins-de-Napierville : MRC composée de 11 municipalités : 1 ville, 2 villages, 1 canton et 7 paroisses. Son chef-lieu est Napierville.
- Les Maskoutains : MRC composée de 17 municipalités : 2 villes, 9 municipalités, 1 village, 1 canton et 4 paroisses. Son chef-lieu est Saint-Hyacinthe.
- Marguerite-D'Youville : MRC composée de 6 municipalités : 3 villes, 2 municipalités et 1 paroisse. Son chef-lieu est Verchères.
- Roussillon : MRC composée de 11 municipalités : 8 villes, 2 municipalités et 1 paroisse. Son chef-lieu est Delson.
- Rouville : MRC composée de 8 municipalités : 3 villes, 3 municipalités et 2 paroisses. Son chef-lieu est Marieville.
- Vaudreuil-Soulanges : MRC composée de 23 municipalités : 7 villes, 9 municipalités, 4 villages et 3 paroisses. Son chef-lieu est Vaudreuil-Dorion.

### Municipalité hors MRC
- Agglomération de Longueuil

### Territoires autochtones
- Réserve indienne d'Akwesasne
- Réserve indienne de Kahnawake

## Montréal(06)
La région administrative de Montréal est composée d'une agglomération urbaine ayant certaines responsabilités de MRC et regroupant 17 municipalités.
- Agglomération de Montréal

## Nord-du-Québec(10)
Région administrative composée de 1 administration régionale et 50 municipalités.

### Kativik
Administration régionale composée de 28 municipalités : 
14 villages nordiques,
1 village naskapi, 
12 terres réservées inuit et
1 territoire non organisé. Son chef-lieu est Kuujjuaq.

### Eeyou Istchee Baie-James
- Municipalité de Eeyou Istchee Baie-James
- Ville de Chapais
- Ville de Chibougamau
- Ville de Lebel-sur-Quévillon
- Ville de Matagami

Le réserve indienne, 8 villages cri et 8 terres réservées cri.
- Village cri de Chisasibi
- Terre réservée cri de Chisasibi
- Village cri d'Eastmain
- Terre réservée cri d'Eastmain
- Réserve indienne de Lac-John
- Village cri de Mistissini
- Terre réservée cri de Mistissini
- Village cri de Nemiscau
- Terre réservée cri de Nemiscau
- Village cri de Waskaganish
- Terre réservée cri de Waskaganish
- Village cri de Waswanipi
- Terre réservée cri de Waswanipi
- Village cri de Wemindji
- Terre réservée cri de Wemindji
- Village cri de Whapmagoostui
- Terre réservée cri de Whapmagoostui

## Outaouais(07)
Région administrative composée de 4 MRC et 75 municipalités.
- La Vallée-de-la-Gatineau : MRC composée de 22 municipalités : 2 villes, 13 municipalités, 2 cantons et 5 territoires non organisés. Son chef-lieu est Gracefield.
- Les Collines-de-l'Outaouais : MRC composée de 7 municipalités : 7 municipalités. Son chef-lieu est Chelsea.
- Papineau : MRC composée de 24 municipalités : 1 ville, 21 municipalités et 2 cantons. Son chef-lieu est Papineauville.
- Pontiac : MRC composée de 19 municipalités : 15 municipalités, 2 villages, 1 canton et 1 territoire non organisé. Son chef-lieu est Campbell's Bay.

### Municipalité hors MRC
- Ville de Gatineau

### Territoires autochtones
- Réserve indienne de Lac-Rapide
- Réserve indienne de Kitigan Zibi

## Saguenay–Lac-Saint-Jean(02)
Région administrative composée de 4 MRC et 60 municipalités.
- Lac-Saint-Jean-Est : MRC composée de 18 municipalités : 3 villes, 9 municipalités, 1 village, 1 paroisse et 4 territoires non organisés. Son chef-lieu est Alma.
- Le Domaine-du-Roy : MRC composée de 10 municipalités : 2 villes, 5 municipalités, 1 village, 1 paroisse et 1 territoire non organisé. Son chef-lieu est Roberval.
- Le Fjord-du-Saguenay : MRC composée de 16 municipalités : 12 municipalités, 1 paroisse et 3 territoires non organisés. Son chef-lieu est Saint-Honoré.
- Maria-Chapdelaine : MRC composée de 14 municipalités : 2 villes, 8 municipalités, 1 village, 1 paroisse et 2 territoires non organisés. Son chef-lieu est Dolbeau-Mistassini.

### Municipalité hors MRC
- Ville de Saguenay

### Municipalité autochtone hors MRC
- Réserve indienne de Mashteuiatsh